# Believe in Me
Believe in Me és una pel·lícula de drama romàntic estatunidenca dirigida per Stuart Hagmann, escrita per Israel Horovitz i estrenada el 1971. La pel·lícula va ser produïda per Robert Chartoff i Irwin Winkler.

## Argument
Remy és un estudiant de medicina que té un instint per fer que seus pacients se sentin còmodes. La seva veritable preocupació pels pacients al seu càrrec la destaca en el seu programa de pràctiques. Pamela treballa en una empresa d'edició de llibres per a nens. Els dos es coneixen a través del germà de Pamela, que és també un bon amic de Remy. S'enamoren i agafen un apartament a l'East Village de Nova York. Poc després, la parella comença a gaudir de la velocitat i els barbitúrics. Es tornen addictes. Remy és expulsat de la facultat de medicina i Pamela deixa el seu treball. Remy aviat es troba en deute amb el distribuïdor local, Stutter, que introdueix el seu client a l'heroïna com una venjança per la seva última factura. Pamela troba la possibilitat de recuperar la sobrietat en la clínica del seu germà, l'objectiu ha de ser deixar enrere un Remy per de fer-ho.

## Repartiment
- Michael Sarrazin com Remy
- Jacqueline Bisset com Pamela
- Jon Cypher com Alan
- Allen Garfield com Stutter
- Kurt Dodenhoff com Matthew

## Rebuda
Roger Greenspun de The New York Times escrivia que Believe in Me evita el melodrama vist en altres pel·lícules de droga però troba que té sorpreses previsibles i fracassa en explicar qüestions "crucials". Diu, "és ple de pistes de la trama deixades i mai no recuperades, i sembla que està mal muntada o mutilada. Quan permet alguna beta emocional... Stuart Hagmann dirigeix una pel·lícula bastant decent. Però aquests moments són pocs, i suprimint fins i tot el patetisme, també suprimeix les altres sensacions que la podia haver fet una mica més viva.".